# Ingeborg Danz
Ingeborg Danz (* 1961 in Witten an der Ruhr) ist eine deutsche Lied- und Konzertsängerin (Alt).

## Leben
Ingeborg Danz absolvierte zunächst ein Studium der Schulmusik an der Musikakademie Detmold. Nach dem Staatsexamen studierte sie Gesang bei Heiner Eckels und legte ihr Konzertexamen mit Auszeichnung ab. Schon während ihrer Ausbildung gewann Ingeborg Danz zahlreiche Gesangswettbewerbe. Ferner erhielt sie ein Stipendium des Deutschen Musikrats und des Richard-Wagner-Verbandes.
Danz sang an verschiedenen Opernbühnen, darunter an der Staatsoper Hamburg und am Landestheater Detmold. Ihr künstlerischer Schwerpunkt liegt im Bereich des Konzert- und Liedgesangs, der die europäische Musikliteratur vom Barock über die Spätromantik bis hin zur zeitgenössischen Musik umfasst. Dazu gehören Kompositionen von Antonín Dvořák, Max Reger, Johann Sebastian Bach, Ludwig van Beethoven, Georg Friedrich Händel, Anton Bruckner, Joseph Haydn, César Franck, Carl Loewe, Robert Schumann u. a. m.
Sie arbeitet(e) mit Dirigenten wie Riccardo Muti, Herbert Blomstedt, Claudio Abbado, Helmuth Rilling, Ingo Metzmacher, Riccardo Chailly und Semjon Bytschkow. Demzufolge gastiert(e) sie u. a. mit den folgenden Orchestern: Wiener Philharmoniker, Münchner Philharmoniker, Concertgebouw-Orchester, Gewandhausorchester Leipzig, Bamberger Symphoniker, Los Angeles Philharmonic Orchestra, Chicago Symphony Orchestra.  Eine intensive Zusammenarbeit verbindet sie mit der „Internationalen Bachakademie Stuttgart“ sowie dem „Collegium Vocale Gent“. Konzert- und Liederabende gab sie u. a. in München, Leipzig, Berlin, Hannover, Köln, Dortmund, Zürich etc. Konzertreisen führten sie in die UdSSR und nach Japan. Sie sang an der Mailänder Scala, bei den Festspielen von Luzern, Salzburg, Ludwigsburg und Schwetzingen sowie bei den Bachwochen von Ansbach und Halle.
Ihre umfangreichen Fernseh-, Video- und Rundfunkproduktionen sowie CD-Einspielungen zeigen ihre künstlerische Vielfältigkeit. Ingeborg Danz ist eine geschätzte Gesangspädagogin. Sie hält immer wieder Meisterklassen im In- und Ausland.

## Diskografie
- Diskografie von Ingeborg Danz